# Glasgow-i metró
Glasgow-i metró (angol nyelven: Glasgow Subway) Skócia Glasgow városában található. Összesen 1 vonalból áll, a hálózat teljes hossza 10,5 km. Jelenlegi üzemeltetője a Strathclyde Partnership for Transport.
A vágányok normál nyomtávolságúak, az áramellátás harmadik sínből történik, a feszültség 600 V egyenáram. Éves utasforgalma 12 700 000 fő (2019).
A forgalom 1896. december 14. indult el.

## Története
1896. december 14-én kezdte meg működését. Ez a világ harmadik legrégebbi földalatti vasúti közlekedési rendszere a londoni és a budapesti metró után. Emellett azon kevés vasutak egyike a világon, amelynek nyomtávja 1 219 mm. Eredetileg kötélvasútként működött, később villamosították, azonban a kétvágányú körvonalat soha nem bővítették. A vonalat eredetileg Glasgow District Subway néven ismerték, és ez volt az első tömegközlekedési rendszer, amelyet „subway”-ként emlegettek; később Glasgow Subway Railway-re nevezték át. 1936-ban Glasgow Underground lett a neve, bár a glasgowiak továbbra is „Subway”-ként hivatkoztak rá. 2003-ban a Strathclyde Partnership for Transport (SPT), a hálózat üzemeltetője, hivatalosan is visszaállította a „Subway” nevet.

## Útvonal
A metróhálózat egy közel 10,5 kilométer hosszú, kör alakú hurkot alkot, és a Clyde folyótól északra és délre is kiterjed. A vonalon 15 állomás található. A vágányok normál (1 219 mm) nyomtávval rendelkeznek, a névleges alagútátmérő 3,4 m, ami még a londoni metró vonalainál is kisebb (ahol a legkisebb átmérő 3,56 m); ennek következtében a glasgow-i metró járművei jelentősen kisebbek.
A rendszert két vonalként írják le: Outer Circle és Inner Circle, amelyek egyszerűen a két vágányt jelentik, ahol a vonatok azonos útvonalon, külön alagutakban haladnak, az Outer Circle az óramutató járásával megegyező, az Inner Circle pedig ellentétes irányban. Az állomásokon különböző peronelrendezéseket alkalmaznak.

## Állomások
| Állomásnév                           | Kép | Átszállási lehetőségek                        |
| ------------------------------------ | --- | --------------------------------------------- |
| Partick (eredetileg Merkland Street) |     | Partick Station First Buses McGill's Avondale |
| Kelvinhall (1977-ig Partick Cross)   |     | First Buses McGill's                          |
| Hillhead                             |     | First Buses                                   |
| Kelvinbridge                         |     | Kelvinbridge Park & Ride First Buses          |
| St George's Cross                    |     | First Buses                                   |
| Cowcaddens                           |     | First Buses                                   |
| Buchanan Street                      |     | Queen Street Station Buchanan bus station     |
| St Enoch                             |     |                                               |
| Bridge Street                        |     | Bridge Street Park & Ride First Buses         |
| West Street                          |     |                                               |
| Shields Road                         |     | Shields Road Park & Ride First Buses          |
| Kinning Park                         |     |                                               |
| Cessnock                             |     | First Buses McGill's                          |
| Ibrox (1977-ig Copland Road)         |     | First Buses McGill's                          |
| Govan (1977-ig Govan Cross)          |     | First Buses McGill's                          |

## Kulturális vonatkozások
A metró állítólagos, de a sajtón kívül ritkán használt becenevének, a „The Clockwork Orange”-nak, vagyis Gépnarancsnak (amely Anthony Burgess Gépnarancs című regénye és az abból készült film címéből származik) eredete vitatott. Egyesek szerint eredetileg a korszak médiája alkotta meg a kifejezést, míg mások Sir Peter Parkernek, a British Railways akkori elnökének tulajdonítják, aki az új vonatokat bemutató, 1970-es évek végi reklámvideóban így fogalmazott: „Tehát ezek az eredeti Clockwork Orange szerelvények.”
A legtöbb kocsit narancssárgára festették (bár ezt „Strathclyde PTE vörösnek” nevezték, mivel a „narancssárga” kifejezés szektariánus felhangokkal bír Glasgow-ban), amely szín akkoriban a Greater Glasgow Passenger Transport Executive vállalati színe volt.
Bár a Clockwork Orange becenevet gyakran használják a turisztikai útikönyvekben és a helyi irodalomban, a helyiek gyakorlatilag soha nem használják; ők egyszerűen the Subway vagy the Underground néven emlegetik a rendszert.